# Nemotelus polyposus
Nemotelus polyposus är en tvåvingeart som beskrevs av Thomas Say 1829. Nemotelus polyposus ingår i släktet Nemotelus och familjen vapenflugor. Inga underarter finns listade i Catalogue of Life.